# SHOW-YA
Show-Ya（Shōya）是一支日本全女子重金属/硬摇滚乐队，其组建于1981年。组合于1998年解散，但在2005年她们首次出道20周年时重组。SHOW-YA的音乐根植于经典摇滚，而其在专辑、LIVE里也翻唱了披頭四樂隊、門戶樂團、雏鸟乐队、齐柏林飞艇乐队、深紫乐队及AC/DC乐队的歌曲。她们的音乐从最开始组建时的流行摇滚转变为了其更擅长的重金属风格，如专辑《Outerlimits》及《Hard Way》。

## 成员

### 现役成员
寺田惠子 - 主唱、作詞、作曲（第1期、重组期）
1963年7月27日出生。千葉県出身。血型A型。
中村美紀（Captain） - 键盘手、合唱、指挥、作詞、作曲
1961年9月27日出生。千葉县出身。血型AB型。
五十嵐美貴（Sun-go） - 吉他手、合唱、作曲
1962年11月21日出生。神奈川県厚木市出身。血型A型。
角田美喜（Mittan） - 鼓手、合唱、作曲
1963年12月7日出生。東京都出身。血型O型。
仙波さとみ - 贝斯、合唱、作曲
1963年8月28日出生。東京都出身。血型A型。

### 原成员
思戴芬妮·博尔赫斯 - 主唱（第2期 1991-1997）
Yoshino - 主唱（第3期 1997-1998）